# Tina Kotek

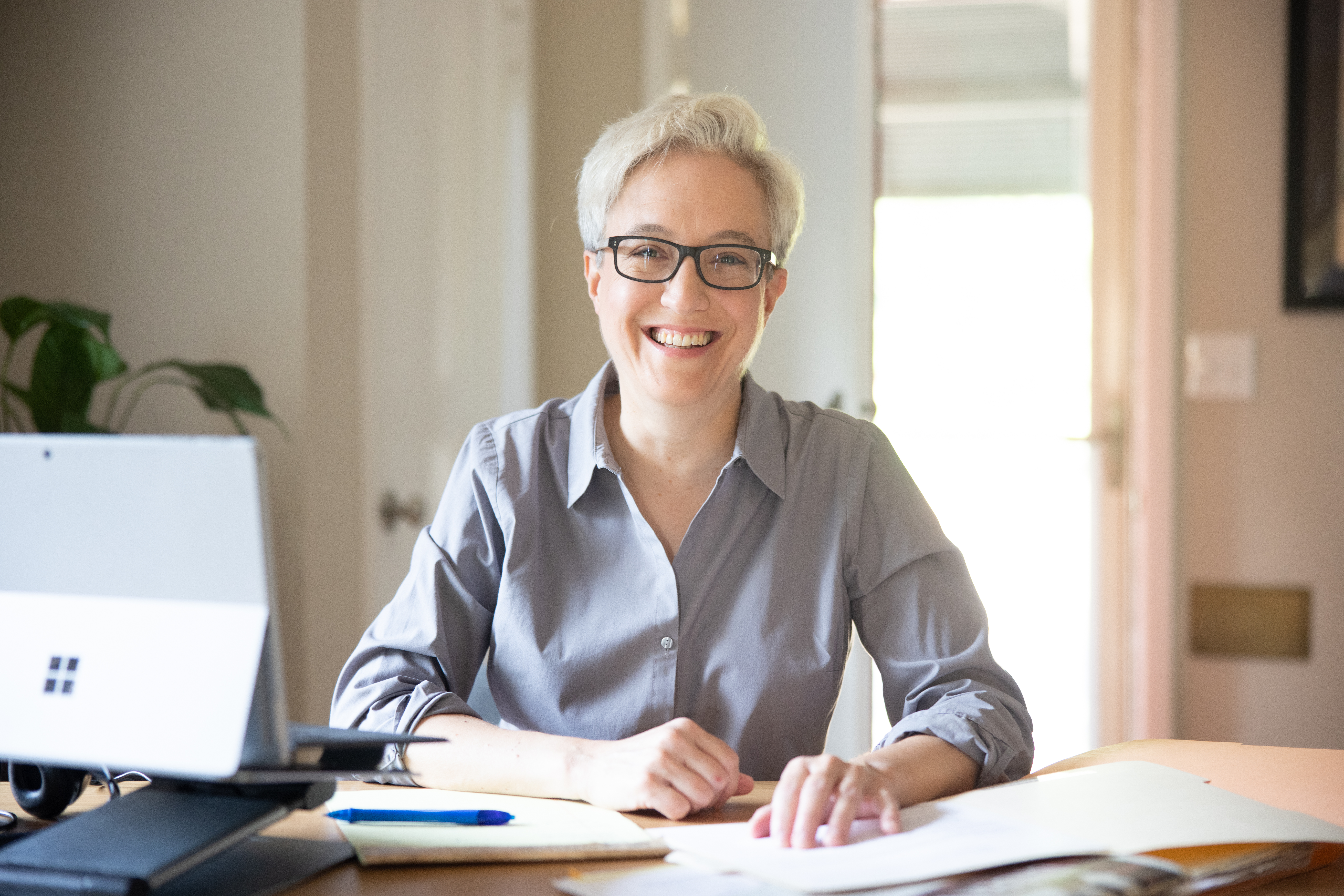
Tina Kotek (2022)

Tina Kotek (* 30. September 1966 in York, Pennsylvania) ist eine US-amerikanische Politikerin aus dem Bundesstaat Oregon. Kotek ist seit dem 9. Januar 2023 Gouverneurin des US-Bundesstaats Oregon.

## Leben
Tina Kotek vertrat nach einer erfolglosen Kandidatur im Jahr 2004 von 2007 bis 2022 die Demokratische Partei für den Wahlkreis 44 (Nord- & Nordost-Portland) im Repräsentantenhaus von Oregon.
Nachdem die Demokraten bei der Wahl 2012 die Mehrheit erlangt hatten, wurde Kotek zur Sprecherin (Speaker) des Repräsentantenhauses von Oregon gewählt.
Kotek ist zurzeit die einzige offen homosexuelle Abgeordnete im Parlament von Oregon. Ihre Kampagne wurde vom Gay & Lesbian Victory Fund unterstützt, der sich dafür einsetzt, bekennende Homosexuelle in politische Ämter in den USA zu bringen.
Nachdem sie sich am 17. Mai 2022 bei den demokratischen Vorwahlen deutlich durchgesetzt hatte, gewann sie am 8. November 2022 die Wahl zur Gouverneurin von Oregon gegen die Republikanerin Christine Drazan und die unabhängige Kandidatin Betsy Johnson und wird als Nachfolgerin von Kate Brown die nächste Gouverneurin von Oregon. Zusammen mit Maura Healey (Massachusetts) ist sie seit Anfang Januar 2023 eine der ersten beiden offen lesbischen Gouverneurinnen der USA.